# Dobrzyniewo Kościelne (gromada)
Dobrzyniewo Kościelne – dawna gromada, czyli najmniejsza jednostka podziału terytorialnego Polskiej Rzeczypospolitej Ludowej w latach 1954–1972.
Gromady, z gromadzkimi radami narodowymi (GRN) jako organami władzy najniższego stopnia na wsi, funkcjonowały od reformy reorganizującej administrację wiejską przeprowadzonej jesienią 1954 do momentu ich zniesienia z dniem 1 stycznia 1973, tym samym wypierając organizację gminną w latach 1954–1972.
Gromadę Dobrzyniewo Kościelne z siedzibą GRN w Dobrzyniewie Kościelnym utworzono 31 grudnia 1959 w powiecie białostockim w woj. białostockim z obszaru zniesionych gromad Dobrzyniewo Duże i Nowe Aleksandrowo.
31 grudnia 1961 do gromady Dobrzyniewo Kościelne włączono wieś Jaworówka ze zniesionej gromady Pogorzałki.
1 stycznia 1969 do gromady Dobrzyniewo Kościelne przyłączono część obszaru zniesionej gromady Fasty (wsie Fasty, Dzikie i Zawady).
Gromada przetrwała do końca 1972 roku, czyli do kolejnej reformy gminnej. Z dniem 1 stycznia 1973 roku utworzono gminę Dobrzyniewo Kościelne.